# Attribut (symbol)

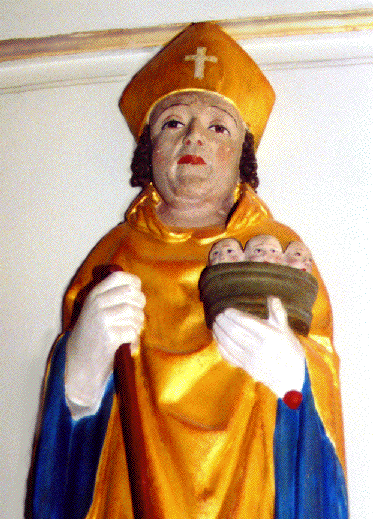
Sankt Sigfrids helgonattribut är tre huvuden i ett saltkar, representerande hans tre brorsöner Unaman, Sunaman och Vinaman som blev halshuggna.

Attribut används i sammanhang av en symbolik som används för att gestalta och identifiera en person eller en företeelse. Det kan vara föremål, redskap, kläder, utstyrsel och tillbehör. 
Särskilt inom äldre bildframställning var det vanligt att historiska personer framställdes med attribut. Man visste inte alltid hur de hade sett ut själva, men med attributet var det möjligt att ändå identifiera vem det var som en målning avbildade. Litterära och konstnärliga personifikationer har också haft sina särskilda attribut.
Inom kristendomen lever helgonens attribut kvar än i våra dagars bildframställning.